# Gran Premio de Santa Fe

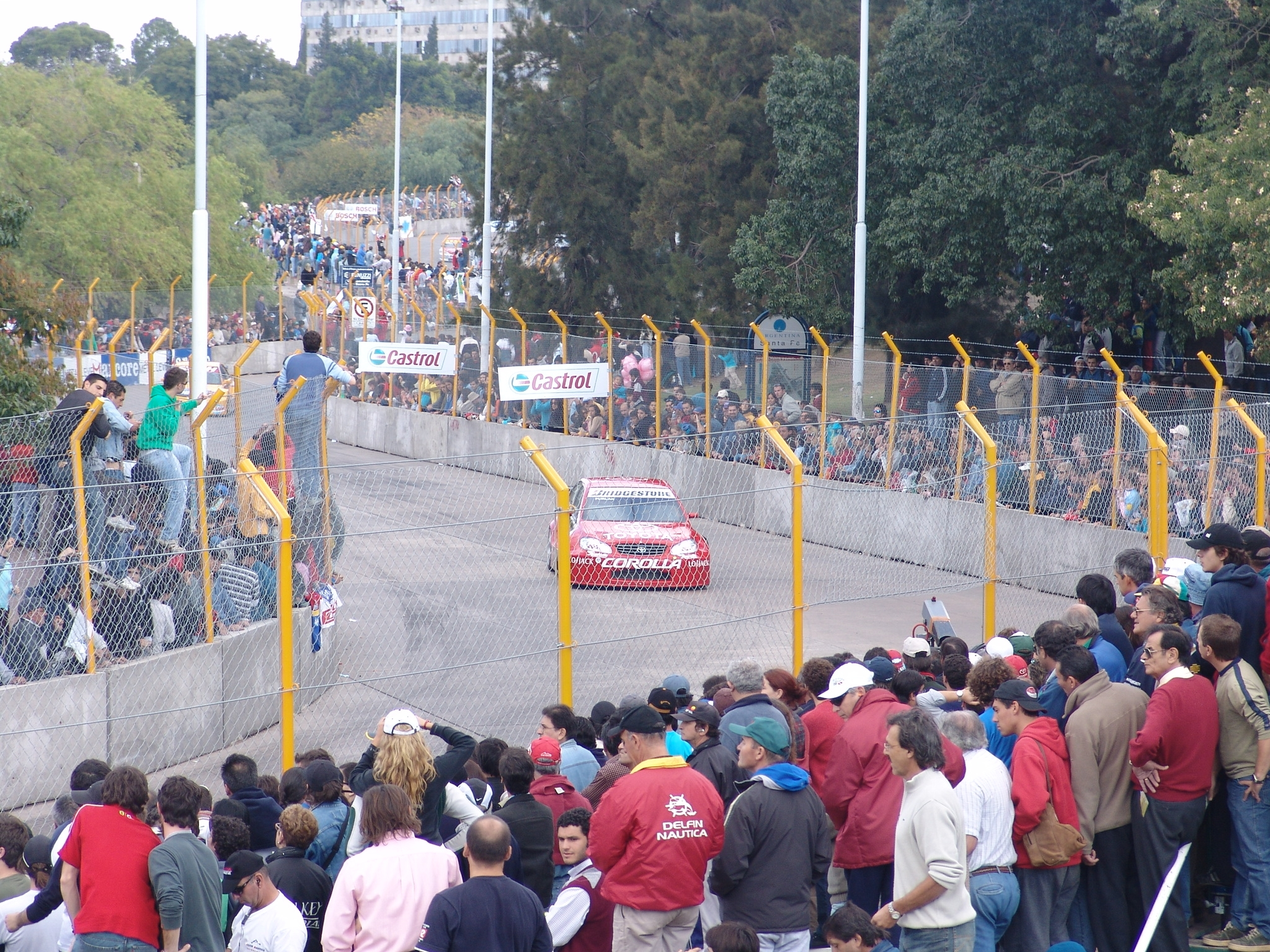
Un Toyota Corolla corriendo en la edición 2006 del Gran Premio de Santa Fe.

El Gran Premio de Santa Fe fue una carrera de automovilismo de velocidad que se corrió en un circuito urbano de carreras en la ciudad de Santa Fe, Argentina. Se realizó como parte del calendario del Turismo Competición 2000 en tres períodos: desde 1985 hasta 1987, luego en 1990, y finalmente desde 2006 hasta 2018. En todas las ediciones el TC2000 fue acompañado por distintas categorías teloneras. Desde 2006 hasta 2013, lo hizo la Fórmula Renault Argentina; de 2006 a 2008 la Copa Mégane; a su vez, en 2009 y 2010, también participó la Fiat Linea Competizione. En 2006 y 2010 lo hizo la Fórmula 3 Sudamericana; entre 2011 y 2017 la Abarth Punto Competizione y finalmente en 2018 la Fiat Competizione con el modelo Tipo.
El trazado original se ubicaba en el Parque del Sur Manuel Belgrano y contaba con 3143,50 metros de extensión. Para la edición 2008, se pasó a usar un recorrido más ancho y rápido conectando las avenidas 27 de Febrero y Leandro N. Alem para lo cual se tuvo que realizar una renovación completa de éstas. En cada edición se hicieron pequeños cambios, por ejemplo, en la chicana del cambio de carril (último sector). En 2008 se usó un muro perpendicular a la pista en el cambio de mano que resultó muy peligroso ya que provocó accidentes fuertes. En 2009 se usaron pilas de cubiertas para delimitar la pista pero estas también fueron golpeadas por los autos y provocaron varias banderas amarillas. En 2010 se usaron reductores de velocidad acompañados por conos que los autos debían evitar tocar pero en la carrera diurna estos se fueron desprendiendo y provocaron roturas en varios autos por lo que la carrera debió finalizarse con auto de seguridad. Finalmente en la edición 2012 se optó por "pianos" o "kerbs" pintados de rojo y blanco que solucionaron definitivamente los problemas en el sector.  El trazado tiene 3.396 metros de extensión.
Debido a la pandemia de gripe A (H1N1), el Gran Premio de Santa Fe de 2009 inicialmente previsto para el 26 de julio fue pospuesto para el 3 y 4 de octubre, tomando el fin de semana en que originalmente se iba a disputar el Gran Premio de Punta del Este. El formato que usó el TC2000 fue de dos carreras de idéntica duración y puntaje: la primera de ellas el sábado de noche con luz artificial, y la segunda el domingo al mediodía. Este formato de carrera se repitió en 2010. En 2008, una de las tandas de entrenamientos y la clasificación se habían disputado de noche con la luz habitual de la ciudad, como prueba para la carrera nocturna de 2009.
El formato de doble carrera se mantuvo hasta su última edición en 2018, a excepción de 2013, cuando solamente se corrió de noche.
El récord de vuelta en clasificación lo tiene Néstor Girolami con 1.34:433 (2015), al igual que el récord en carrera que es de 1.35:363. Leonel Pernía y Agustín Canapino son los máximos ganadores, con cuatro victorias cada uno.

## Ganadores
| Año     | Fecha            | Piloto              | Automóvil        | Resultados |
| ------- | ---------------- | ------------------- | ---------------- | ---------- |
| 1985    | 21 de julio      | Juan María Traverso | Renault 18       | Resultados |
| 1986    | 6 de abril       | Ernesto Bessone II  | Ford Sierra      | Resultados |
| 1987    | 31 de mayo       | Juan María Traverso | Renault Fuego    | Resultados |
| 1990    | 29 de abril      | Jorge Omar del Río  | Ford Sierra      | Resultados |
| 2006    | 7 de mayo        | Martín Basso        | Ford Focus       | Resultados |
| 2007    | 22 de julio      | Matías Rossi        | Chevrolet Astra  | Resultados |
| 2008    | 19 de mayo       | José María López    | Honda Civic VIII | Resultados |
| 2009    | 3 de octubre     | Leonel Pernía       | Honda Civic VIII | Resultados |
| 2009    | 4 de octubre     | Leonel Pernía       | Honda Civic VIII | Resultados |
| 2010    | 11 de septiembre | Emiliano Spataro    | Fiat Linea       | Resultados |
| 2010    | 12 de septiembre | Norberto Fontana    | Ford Focus       | Resultados |
| 2011    | 9 de abril       | Mariano Altuna      | Honda Civic VIII | Resultados |
| 2011    | 10 de abril      | Emiliano Spataro    | Fiat Linea       | Resultados |
| 2012    | 13 de octubre    | Néstor Girolami     | Peugeot 408      | Resultados |
| 2012    | 14 de octubre    | Matías Rossi        | Toyota Corolla   | Resultados |
| 2013    | 31 de agosto     | Leonel Pernía       | Renault Fluence  | Resultados |
| 2014    | 6 de septiembre  | Néstor Girolami     | Peugeot 408      | Resultados |
| 2014    | 7 de septiembre  | Néstor Girolami     | Peugeot 408      | Resultados |
| 2015    | 29 de agosto     | Facundo Ardusso     | Fiat Linea       | Resultados |
| 2015    | 30 de agosto     | Agustín Canapino    | Peugeot 408      | Resultados |
| 2016    | 3 de septiembre  | Agustín Canapino    | Chevrolet Cruze  | Resultados |
| 2016    | 4 de septiembre  | Agustín Canapino    | Chevrolet Cruze  | Resultados |
| 2017    | 2 de septiembre  | Facundo Ardusso     | Renault Fluence  | Resultados |
| 2017    | 3 de septiembre  | Facundo Ardusso     | Renault Fluence  | Resultados |
| 2018    | 1 de septiembre  | Leonel Pernía       | Renault Fluence  | Resultados |
| 2018    | 2 de septiembre  | Agustín Canapino    | Chevrolet Cruze  | Resultados |
| Fuente: |                  |                     |                  |            |